# Surokonto Wetan
Surokonto Wetan is een bestuurslaag in het regentschap Kendal van de provincie Midden-Java, Indonesië. Surokonto Wetan telt 1810 inwoners (volkstelling 2010).